# 東経127度線
東経127度線（とうけい127どせん）は、本初子午線面から東へ127度の角度を成す経線である。北極点から北極海、アジア、太平洋、オーストラリア、インド洋、南極海、南極大陸を通過して南極点までを結ぶ。東経127度線は西経53度線と共に大円を形成する。

## 通過する国・地点
東経127度線は、北極点から南極点まで南に向かって以下の場所を通っている。
| 地理座標                                               | 国土・領土・領海 | 備考 |
| ------------------------------------------------------ | ---------------- | --- |
| 北緯90度0分 東経127度0分 / 北緯90.000度 東経127.000度  | 北極海           | |
| 北緯77度34分 東経127度0分 / 北緯77.567度 東経127.000度 | ラプテフ海       | |
| 北緯73度27分 東経127度0分 / 北緯73.450度 東経127.000度 | ロシア           | レナ川デルタを通過 |
| 北緯51度0分 東経127度0分 / 北緯51.000度 東経127.000度  | 中華人民共和国   | 黒龍江省 吉林省（北緯45度0分 東経127度0分 / 北緯45.000度 東経127.000度から） 黒龍江省（北緯44度47分 東経127度0分 / 北緯44.783度 東経127.000度から約10km 吉林省（北緯44度43分 東経127度0分 / 北緯44.717度 東経127.000度から）                                              |
| 北緯41度45分 東経127度0分 / 北緯41.750度 東経127.000度 | 北朝鮮           | 慈江道 両江道 慈江道 咸鏡南道 平安南道 咸鏡南道 平安南道 江原道 黄海北道 江原道 |
| 北緯38度13分 東経127度0分 / 北緯38.217度 東経127.000度 | 韓国             | 京畿道 ソウル特別市 仁川広域市 世宗特別自治市 大田広域市 忠清南道 忠清北道 全羅北道 全羅南道 光州広域市 |
| 北緯34度18分 東経127度0分 / 北緯34.300度 東経127.000度 | 東シナ海         | 韓国・牛島の東を通過 韓国・済州島（北緯33度27分 東経126度57分 / 北緯33.450度 東経126.950度の東を通過 日本・渡名喜島（北緯26度22分 東経127度8分 / 北緯26.367度 東経127.133度）の西を通過 日本・久米島（北緯26度20分 東経126度49分 / 北緯26.333度 東経126.817度）の東を通過 |
| 北緯25度45分 東経127度0分 / 北緯25.750度 東経127.000度 | 太平洋           | フィリピン海 — インドネシア・タラウド諸島（北緯4度16分 東経126度55分 / 北緯4.267度 東経126.917度）の東を通過 |
| 北緯4度17分 東経127度0分 / 北緯4.283度 東経127.000度   | モルッカ海       | インドネシア・ラタラタ島（南緯0度16分 東経127度1分 / 南緯0.267度 東経127.017度）の西を通過 インドネシア・カシルタ島（南緯0度26分 東経127度5分 / 南緯0.433度 東経127.083度）の西を通過                                                                                     |
| 南緯1度43分 東経127度0分 / 南緯1.717度 東経127.000度   | セラム海         | |
| 南緯3度9分 東経127度0分 / 南緯3.150度 東経127.000度    | インドネシア     | ブル島 |
| 南緯3度43分 東経127度0分 / 南緯3.717度 東経127.000度   | バンダ海         | インドネシア・ウェタル島（南緯7度43分 東経126度50分 / 南緯7.717度 東経126.833度）の東を通過 インドネシア・キサール島（英語版）（南緯8度2分 東経127度8分 / 南緯8.033度 東経127.133度）の西を通過                                                                           |
| 南緯8度20分 東経127度0分 / 南緯8.333度 東経127.000度   | 東ティモール     | |
| 南緯8度41分 東経127度0分 / 南緯8.683度 東経127.000度   | ティモール海     | |
| 南緯13度46分 東経127度0分 / 南緯13.767度 東経127.000度 | オーストラリア   | 西オーストラリア州 |
| 南緯32度18分 東経127度0分 / 南緯32.300度 東経127.000度 | インド洋         | オーストラリア当局は当海域が南極海の一部である旨を主張している[1][2] |
| 南緯60度0分 東経127度0分 / 南緯60.000度 東経127.000度  | 南極海           | |
| 南緯66度31分 東経127度0分 / 南緯66.517度 東経127.000度 | 南極大陸         | オーストラリア南極領土 - オーストラリアが領有権主張 |